# یواس‌اس استیل (دی‌ئی-۸)
یواس‌اس استیل (دی‌ئی-۸) (به انگلیسی: USS Steele (DE-8)) یک کشتی است که طول آن ۲۸۹ فوت ۵ اینچ (۸۸٫۲۱ متر) می‌باشد. این کشتی در سال ۱۹۴۳ ساخته شد.